# Fekete bogyókapó
A fekete bogyókapó (Melanocharis nigra) a madarak osztályának verébalakúak (Passeriformes) rendjébe és a bogyókapófélék (Melanocharitidae) családjába tartozó faj.

## Rendszerezése
A fajt René Primevère Lesson francia ornitológus írta le 1830-ban, a Dicaeum nembe Dicaeum niger néven.

## Alfajai
- Melanocharis nigra pallida Stresemann & Paludan, 1932
- Melanocharis nigra nigra (Lesson, 1830)
- Melanocharis nigra unicolor Salvadori, 1878
- Melanocharis nigra chloroptera Salvadori, 1876[2]

## Előfordulása
Új-Guinea szigetén, Indonézia és Pápua Új-Guinea területén honos. Természetes élőhelyei a szubtrópusi és trópusi síkvidéki és hegyi esőerdők, valamint ültetvények. Állandó, nem vonuló faj.

## Megjelenése
Testhossza 11 centiméter.

## Természetvédelmi helyzete
Az elterjedési területe nagyon nagy, egyedszáma ismeretlen. A Természetvédelmi Világszövetség Vörös listáján nem fenyegetett fajként szerepel.